# Phodopus
Phodopus és un gènere de rosegadors de la família dels cricètids que presenten adaptacions poc habituals a les temperatures extremes. Es tracta dels únics cricetins que viuen en grups. Viuen a l'Àsia central i són animals nocturns. Igual que la resta de cricetins, tenen una cua curta, de 4–13 mm de llargada, i sacs bucals on emmagatzemen menjar. Tenen una dieta omnívora. El nom genèric Phodopus significa ‘peu de butllofa’ en llatí.